# Mecopelidnota witti
Mecopelidnota witti är en skalbaggsart som beskrevs av Ohaus 1913. Mecopelidnota witti ingår i släktet Mecopelidnota och familjen Rutelidae. Inga underarter finns listade i Catalogue of Life.